# Nelson Perez
Nelson Jesus Perez (ur. 16 czerwca 1961 w Miami na Florydzie) – amerykański duchowny katolicki, arcybiskup metropolita Filadelfii od 2020.

## Życiorys
Święcenia kapłańskie otrzymał w dniu 20 maja 1989 i inkardynowany został do archidiecezji Filadelfii. Po święceniach został wikariuszem parafii św. Ambrożego, jednocześnie współpracując w duszpasterstwie wiernych hiszpańskojęzycznych. W latach 1993–2002 został dyrektorem nowo powstałego Instytutu dla Ewangelizacji, a w kolejnych latach kierował parafiami w Filadelfii i West Chester.
8 czerwca 2012 mianowany biskupem pomocniczym Rockville Centre ze stolicą tytularną Catrum. Sakry udzielił mu biskup William Francis Murphy. Odpowiadał za wschodnią część archidiecezji oraz za duszpasterstwo hiszpańskojęzycznych wiernych.
11 lipca 2017 papież Franciszek mianował go biskupem diecezjalnym Cleveland. Ingres odbył się 5 września 2017.
23 stycznia 2020 został mianowany arcybiskupem metropolitą Filadelfii.